# Природоохоронна територія Центрального Суринаму
Природоохоронна територія Центрального Суринаму (нід. Centraal Suriname Natuurreservaat) — природоохоронна територія в Суринамі. Була створена в 1998 році організацією Conservation International та урядом Суринаму, а в 2000 році занесена до списку Світової спадщини ЮНЕСКО. Територія вкриває приблизно 16 тис. км² гірських та низовинних тропічних лісів, частково на території Гвіанського нагір'я.
| Земля | Це незавершена стаття з географії. Ви можете допомогти проєкту, виправивши або дописавши її. |